# Mega Man: Dr. Wily's Revenge
Mega Man: Dr. Wily's Revenge, känt som Rockman World (ロックマンワールド Rokkuman Wārudo?) i Japan, är ett plattformsspel från Capcom till Game Boy. Spelet släpptes den 26 juli 1991 i Japan, i Nordamerika i december samma år och i Europa året därpå. 2011 återutgavs spelet till Virtual Console.

## Handling
Dr. Wily försöker erövra världen genom att återanvända gamla robotar. Mega Man ställs mot Cutman, Iceman, Elecman och Fireman (från första NES-spelet) samt Bubbleman, Flashman, Heatman och Quickman (från andra NES-spelet). 

### Fotnoter
1. ↑  ”Mega Man” (på svenska). Nintendomagasinet (Kungsbacka: Atlantic) (4 1992):  sid. 7 (Power Player). april 1992. Läst 19 april 2014.